# Fábrica de uranio de Andújar
La fábrica de uranio de Andújar  (FUA), inicialmente denominada Fábrica General Hernández Vidal, preparaba concentrado de uranio para su posterior enriquecimiento y utilización principal en centrales nucleares. Está situada en el término municipal de Andújar (Jaén, España). Estuvo operativa desde 1959 hasta 1981. Desde 1991 a 1995 se desarrollaron trabajos de desmantelamiento y sellado de residuos radiactivos. Los trabajadores, con muchos afectados por cáncer, reclaman desde hace años el reconocimiento de enfermedad laboral y no como enfermedad común para todos los trabajadores afectados.

## Inauguración de la fábrica de uranio de Andújar (Jaén)
La fábrica fue inaugurada en 1960 por Francisco Franco. El objeto era abastecer a la primera central nuclear española, la Central nuclear José Cabrera o Central nuclear de Zorita. El mineral que abastecía la fábrica procedía de las minas de uranio El Cano de Cardeña (Córdoba) y de la mina de ubicada en las laderas del Santuario de Santamaría de la Cabeza (Parque natural de la Sierra de Andújar, Jaén). La dirección del proyecto estuvo bajo la JEN (Junta de Energía Nuclear), que en 1986 fue transformada en el CIEMAT (Centro de Investigaciones Energéticas, Medioambientales y Tecnológicas). La fábrica transformaba el mineral en un concentrado de uranio de riqueza superior al 75% de óxido de uranio.
Esta instalación está clasificada como instalación radiactiva de 1.ª categoría.

### Desmantelamiento y sellado de las minas
Entre 1991 y 1995 se desarrollaron los trabajos de desmantelamiento ejecutados por ENRESA. Desde 1995 dio comienzo el denominado período de cumplimiento, establecido inicialmente en diez años, para verificar que tras las actuaciones de restauración y acondicionamiento ejecutadas, los parámetros de idoneidad se comportan según lo previsto.
Dado que en 2005, transcurridos los diez años del periodo de cumplimiento, no se habían alcanzado aún los valores previstos, el emplazamiento continúa en periodo de cumplimiento.

Las actividades de acondicionamiento y estabilización de los estériles deberán ser llevadas a cabo de manera que no se produzcan riesgos radiológicos inaceptables para 105 trabajadores, para la población y el medio ambiente. tanto durante la ejecución de las mismas como a largo plazo, y que estos riesgos sean tan bajos como razonablemente sea posible.

Para el cumplimiento de este objetivo, durante el periodo de ejecución de las actividades, el titular deberá observar los valores de concentración de actividad en las zonas de trabajo que se indican en las condiciones 23 y 24 Y los niveles de referencia, que con relación a la protección de la población se imponen en la condición 25.

La aplicación de este objetivo a largo plazo será conseguir que la dosis equivalente efectiva al individuo del grupo crítico sea inferior a 0,1 mSv/año.

En 1999 el sellado de las minas y el almacenamiento bajo un montículo de 400 jaulas con residuos radiactivos se consideraba el final de la tarea de desmantelamiento de la mina de Andújar aunque dicho desmantelamiento y la recuperación de espacios no supone que hayan terminado los problemas medioambientales ya que el Consejo de Seguridad Nuclear debe realizar anualmente una inspección para conocer los índices de contaminación de las aguas subterráneas, que todavía son superiores a los establecidos dentro del emplazamiento de la fábrica.

...en el montículo bajo el que se encuentran colocadas más de 400 jaulas con los resíduos [sic] de la FUA puede ser perfectamente utilizado como zona recreativa sin peligro para la salud. Carlos Pérez añadió que el único inconveniente para que esto se produzca puede estar en la resistencia "psicológica" de la sociedad a utilizar este espacio.

## Exposición a la radiactividad
A principios de los años 70 del siglo XX aparecieron las primeras secuelas de la exposición a la radiactividad registrándose la muerte de varios trabajadores y numerosos afectados por cáncer y otras enfermedades.

### Afectados por radiactividad
En 1991 se constituyó la asociación de afectados por la fábrica de uranio de Andújar para agrupar y representar a los trabajadores y familiares de la fábrica que se vieron afectados por exposición a radiactividad.

#### Cáncer por exposición a la radiación
De la plantilla inicial de la fábrica, compuesta por 126 trabajadores, apenas quedan, en 2017, 20 vivos. La principal reivindicación es que se reconozcan como enfermedad laboral y no como enfermedad común todos los diversos casos de cáncer desarrollados tras trabajar en la central. Sí consta que a la viuda del subdirector se le reconoció enfermedad laboral.
En 2010 sobrevivían menos 55 de los 126 trabajadores de la fábrica, y muchos otros padecían enfermedades diversas por afectación de órganos vitales.